# Leo T. McCarthy
Pour les articles homonymes, voir MacCarthy.
Leo Tarcissus McCarthy (né le 15 août 1930  est un homme politique américain.
Il est notamment le 43e lieutenant-gouverneur de Californie (1983-1995).